# Macedonia (Grecja)
Macedonia (Macedonia Grecka, Macedonia Egejska, gr. Μακεδονία Makedonia) – kraina historyczna w Grecji.

## Etymologia nazwy
Według greckiej mitologii, Makedon (Μακεδών / Μακηδών, transl. Makedōn / Makēdōn) był pierwszym przywódcą Macedonów (Mακεδνοί), plemienia które zasiedliło zachodnią, południową i środkową część regionu oraz założyło Królestwo Macedonu. Według Herodota, Makednoi byli odłamem Dorów. Wszystkie nazwy pochodzą najprawdopodobniej od doryckiego przymiotnika makednós (μακεδνός), oznaczającego „wysoki”. Makednoi uchodzili za ludzi wysokich i bardzo prawdopodobne jest, że chciano to zaznaczyć w nazwie plemienia.

## Ludność
Macedonia zamieszkana jest w znacznej większości przez (95% do 98%) Greków. Dokładna liczebność mniejszości językowych i etnicznych nie jest oczywista. Należą do nich posługujący się własnym językiem, jednak uważający się za Greków – romanofonów Wlachowie (Arumuni) oraz słowiańskojęzyczni Bułgarzy oraz Macedończycy. Obecność tych drugich wzbudza kontrowersje w Grecji. Greckie władze określają ich jako słowiańskojęzycznych Greków (etnicznych Greków, zeslawizowanych w przeszłości). Sytuacja ta znajduje pewne odbicie także w raporcie Greckiego Komitetu Helsińskiego, stwierdzającego, że grecką Macedonię zamieszkuje około 200 tysięcy osób, posługujących się językami słowiańskimi. Tym niemniej, według raportu, tylko od 5.000 do 7.300 wyborców głosuje w lokalnych wyborach na kandydatów organizacji macedońskiej mniejszości Vinożito (Tęcza), co może odpowiadać 7–10 tysiącom ludności. Według tegoż raportu od 10 do maksymalnie 30 tysięcy, spośród osób, używających języka słowiańskiego, identyfikuje się narodowościowo ze słowiańską większością Republiki Macedonii.
Jednocześnie ludność greckojęzyczna podkreśla oburzenie, że jako Macedończycy od co najmniej trzech tysiącleci, okradani są aktualnie, ze swej historii, przez próbę zawłaszczenia (i to na wyłączność) imienia „Macedończycy”, oraz praw historycznych do starożytnej Macedonii, przez sąsiedzki naród słowiański, zamieszkujący Republikę Macedonii. Stanowi to źródło międzynarodowego konfliktu z sąsiednią Republiką Macedonii o nazwę dla tej republiki i zamieszkującej ją narodowości.
Prócz potomków starożytnych Makedonów, oraz potomków Słowian, Macedonię (grecką) zamieszkują też potomkowie ok. 600 tysięcy greckich repatriantów z krajów bałkańskich, oraz wybrzeży Azji Mniejszej. Przybyli tu w ramach wymiany ludności, pomiędzy Grecją a sąsiednimi krajami, organizowanej i nadzorowanej przez Ligę Narodów, po Traktacie Lozańskim, w latach 1923–1930.
Szybka urbanizacja Macedonii oraz powszechność zjawiska rodzin mieszanych, dokonała już rzeczywistej integracji Macedończyków – Greków i Słowian.

## Geografia
- Powierzchnia lądowa: 34 177 km²

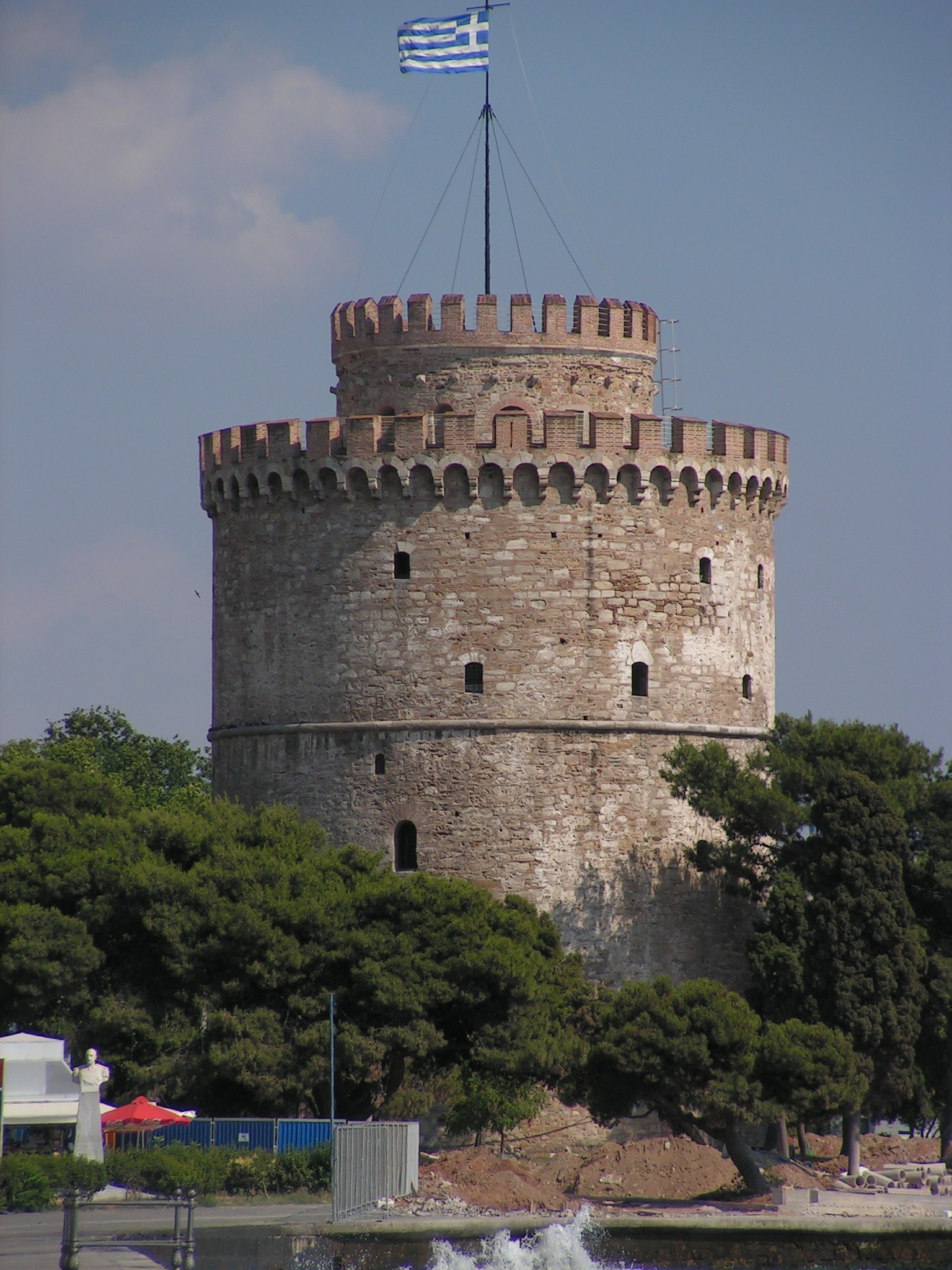
Biała Wieża, Saloniki

- Liczba ludności (2023): ok. 2,7 mln
- gęstość zaludnienia: ok. 79 mieszk./km²
- Stolica: Saloniki
- Najwyższy punkt: Mitikas w masywie Olimpu - 2918 m n.p.m.
- Najniższy punkt: linia brzegowa Morza Egejskiego - 0 m n.p.m.

### Położenie
Macedonia leży w północnej części Grecji, rozciągając się od granicy z Albanią i Macedonią Północną na zachodzie i północy, po Trację na wschodzie oraz Morze Egejskie na południu. Region obejmuje zróżnicowane krajobrazy: pasmo gór Pindos w zachodniej części, Nizinę Salonicką w centrum, Półwysep Chalcydycki z trzema charakterystycznymi „palcami” (Kasandra, Sithonia i Athos) oraz góry Rodopy na wschodzie. Na południowej granicy regionu, w pobliżu Tesalii, wznosi się masyw Olimpu, którego najwyższy szczyt — Mitikas — jest jednocześnie najwyższym punktem Grecji.

### Podział administracyjny greckiej Macedonii
Macedonia jest podzielona na 3 regiony administracyjne (περιφέρεια – periféria, l.mn. περιφέρειες – periféries), które dzielą się na 13 nomosów (νομός – nomós, l. mn. νομοί – nomí).

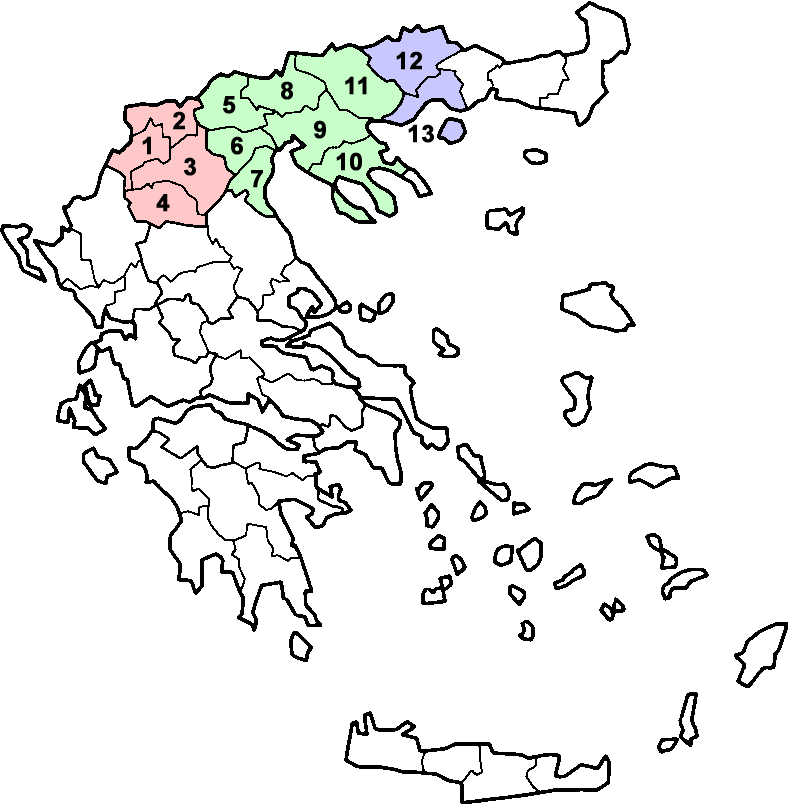
Położenie Grecji Macedonii

Macedonia Zachodnia (Δυτική Μακεδονία – Ditiki Makedonia)
- 1. Kastoria
- 2. Florina
- 3. Kozani
- 4. Grewena

Macedonia Środkowa (Κεντρική Μακεδονία – Kendriki Makedonia)
- 5. Pela
- 6. Imatia
- 7. Pieria
- 8. Kilkis
- 9. Saloniki
- 10. Chalkidiki
- 11. Seres

Macedonia Wschodnia i Tracja (Ανατολική Μακεδονία και Θράκη – Anatoliki Makedonia kie Thraki)
- 12.Drama
- 13. Kawala

W części trackiej także: Ksanti, Rodopi i Ewros.
Góra Athos (Ayion Oros) na półwyspie Chalkidiki ma status okręgu autonomicznego.

### Główne miasta
Największe miasta Macedonii liczące ponad 25 tys. mieszkańców:
|    | Miasto (nazwa polska) | Miasto (nazwa grecka) | Liczba mieszkańców (2006) |  |
| -- | --------------------- | --------------------- | ------------------------- |  |
| 1  | Saloniki              | Θεσσαλονίκη           | 1 084 000                 |  |
| 2  | Kawala                | Καβάλα                | 63 774                    |  |
| 3  | Katerini              | Κατερίνη              | 56 434                    |  |
| 4  | Seres                 | Σέρρες                | 56 145                    |  |
| 5  | Drama                 | Δράμα                 | 55 632                    |  |
| 6  | Kozani                | Κοζάνη                | 49 812                    |  |
| 7  | Weria                 | Βέροια                | 47 411                    |  |
| 8  | Ptolemaida            | Πτολεμαΐδα            | 36 393                    |  |
| 9  | Janitsa               | Γιαννιτσά             | 31 442                    |  |
| 10 | Edessa                | Έδεσσα                | 25 619                    |  |

## Gospodarka
W Macedonii znajdują się ośrodki przemysłu spożywczego, maszynowego, chemicznego, włókienniczego. W Macedonii występują złoża węgla brunatnego i rud żelaza. Prowadzona jest uprawa pszenicy, kukurydzy, jęczmienia, ryżu, bawełny, winorośli tytoniu szlachetnego. Liczne cieki wodne, zbiorniki, kanały i pompy irygacyjne, zapewniają wysoką produktywność upraw. W niektórych rejonach występuje bogata szata leśna, a na terenach górskich prowadzony jest wypas owiec i kóz. W wielu rejonach, zwłaszcza w Salonikach, na Półwyspie Chalcydyckim i na tzw. Riwierze olimpijskiej bardzo wysoki stopień rozwoju osiągnęła infrastruktura turystyczna.

## Sławna Macedonio

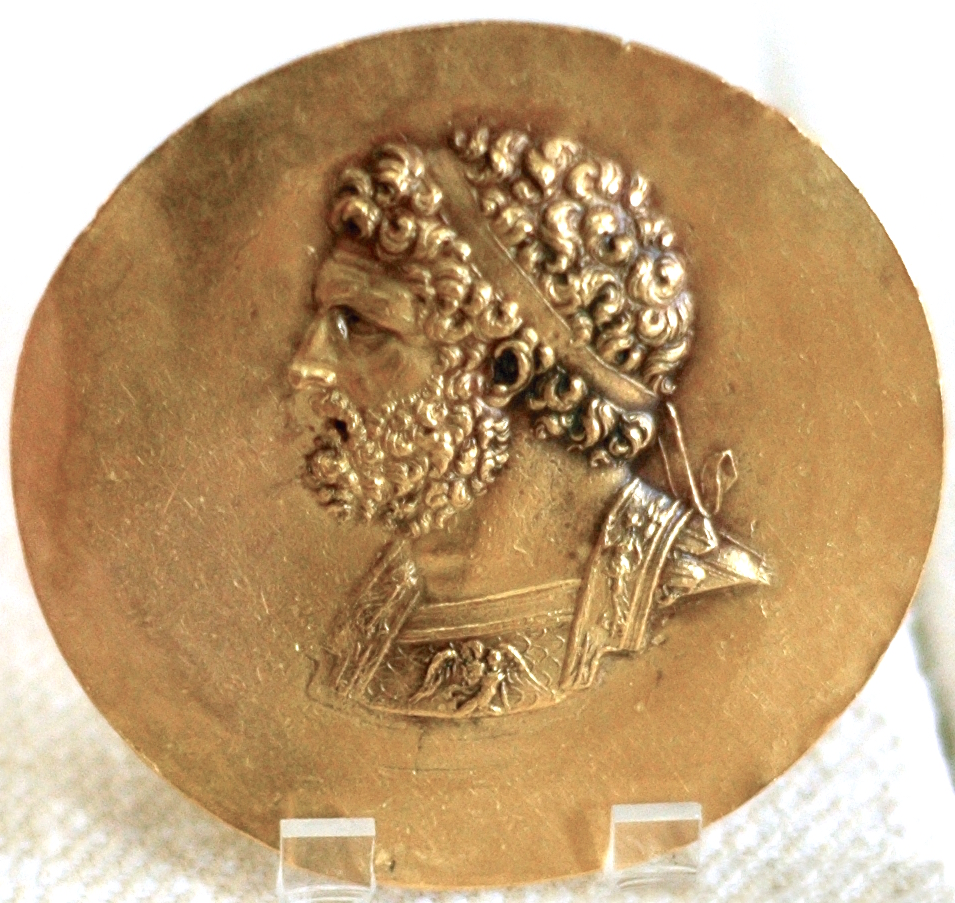
Filip II Macedoński

Sławna Macedonio (po grecku Μακεδονία ξακουστή, czytaj Makedonia Ksakusti) – patriotyczna pieśń pochodząca z Grecji, będąca nieformalnym hymnem regionu w północnej Grecji, oparta na motywie greckiej pieśni rycerskiej i choreografii, z okresu bizantyńskiego. Tytuł pieśni pochodzi od pierwszych jej słów, Makedonia ksakusti (po grecku Sławna Macedonio). Aktualna jej wersja znana jest od okresu wkrótce po wojnach bałkańskich.
| Alfabet grecki | Alfabet łaciński | Polskie tłumaczenie |  |
| --- | --- | --- |  |
| Μακεδονία ξακουστή του Αλεξάνδρου η χώρα, που έδιωξες τους βάρβαρους κι ελεύθερη είσαι τώρα! Eίσαι και θα σαι ελληνική, Ελλήνων το καμάρι, κι εμείς τα Ελληνόπουλα σου πλέκουμε στεφάνι! Οι Μακεδόνες δεν μπορούν να ζούνε σκλαβομένοι, όλα και αν θα χάσουνε η λεφτεριά τους μένει! | Makedonia ksakusti tu Aleksandru i hora, pu ediokses tus varvarus ki elefteri ise tora! ise ke tha se elliniki Ellinon to kamari, ki emis ta Ellinopula su plekume stefani! I Makedones den mporun na zune sklavomeni, ola ke an tha hasune i lefteria tus meni! | Sławna Macedonio, kraino Aleksandra, która wygnałaś barbarzyńców, i teraz jesteś wolna! Jesteś i będziesz grecka, dumo Hellenów, I my, greckie dzieci, pleciemy Ci laur! (koronę królewską) Macedończycy nie potrafią żyć zniewoleni, nawet gdy utracą wszystko ich wolność im pozostaje! |  |